# Умерени широколистни и смесени гори
Умерени широколистни и смесени гори са биом, един от основните хабитатни типове във физикогеографската класификация на Световния фонд за природата.
Характерни са за областите с умерен климат. Заемат основната част от Европа, значителни части от Източна Азия, източните части на Северна Америка, както и по-малки райони в други части на света. Тези гори образуват четири добре изразени етажа – горен етаж от доминиращите големи дървесни видове, по-нисък етаж от възрастни дървета, храстово ниво и приземен етаж от тревисти видове. Типични доминиращи видове са представители на родовете дъб, бук, бреза, явор.

## Екорегиони

### Австралазия
- Гори на Тасманийските средни възвишения (Австралия)
- Източноавстралийски умерени гори (Австралия)
- Нелсънкоустки умерени гори (Нова Зеландия)
- Нортлендски умерени гори (Нова Зеландия)
- Нортлендски умерени агатисови гори (Нова Зеландия)
- Ричмъндски умерени гори (Нова Зеландия)
- Саутлендски умерени гори (Нова Зеландия)
- Стюартски умерени гори (Нова Зеландия)
- Тасманийски умерени гори (Австралия)
- Тасманийски умерени дъждовни гори (Австралия)
- Уестлендски умерени гори (Нова Зеландия)
- Фиордлендски умерени гори (Нова Зеландия)
- Чатъмски умерени гори (Нова Зеландия)
- Югоизточноавстралийски умерени гори (Австралия)

### Индо-Малайска област
- Западнохималайски широколистни гори (Индия, Непал, Пакистан)
- Източнохималайски широколистни гори (Бутан, Индия, Непал)
- Умерени гори на Северния триъгълник (Мианмар)

### Неарктика
- Апалачки смесени мезофитни гори (САЩ)
- Апалачко-Блуриджки гори (САЩ)
- Гори на Алегенските възвишения (САЩ)
- Гори на западните Велики езера (Канада, САЩ)
- Гори на Уиламет Вали (САЩ)
- Гори на южните Велики езера (Канада, САЩ)
- Горско-саванен преход на Горния Среден Запад (САЩ)
- Източни преходни гори (Канада, САЩ)
- Източни среднотексаски гори (САЩ)
- Мисисипски равнинни гори (САЩ)
- Новоанглийско-акадийски гори (Канада, САЩ)
- Озаркски гори (САЩ)
- Равнинни гори на залива Сейнт Лорънс (Канада)
- Равнинни гори на източните Велики езера (Канада, САЩ)
- Североизточни крайбрежни гори (САЩ)
- Средноатлантически крайбрежни гори (САЩ)
- Широколистни гори на Централните Съединени щати (САЩ)
- Югоизточни смесени гори (САЩ)
- Югоизточни субтропични вечнозелени гори (САЩ)

### Неотропическа област
- Валдивийски умерени дъждовни гори (Аржентина, Чили)
- Магеланови субполярни гори (Аржентина, Чили)
- Умерени гори на островите Хуан Фернандес (Чили)
- Умерени гори на островите Сан Фелис и Сан Амбросио (Чили)

### Палеарктика
- Азорски умерени смесени гори (Португалия)
- Английски равнинни букови гори (Великобритания)
- Апенински листопадни планински гори (Италия)
- Атлантически смесени гори (Белгия, Германия, Дания, Нидерландия, Франция)
- Балкански смесени гори (България, Гърция, Румъния, Северна Македония, Сърбия, Турция)
- Балтийски смесени гори (Германия, Дания, Полша, Швеция)
- Вечнозелени широколистни гори на Съчуанската котловина (Китай)
- Дабашански вечнозелени гори (Китай)
- Динарски смесени гори (Албания, Босна и Херцеговина, Италия, Косово, Словения, Сърбия, Хърватия, Черна гора)
- Евксинско-Колхидски листопадни гори (България, Грузия, Турция)
- Загроски лесостепи (Ирак, Иран, Турция)
- Западноевропейски широколистни гори (Австрия, Германия, Франция, Чехия, Швейцария)
- Западносибирски широколистни и смесени гори (Русия)
- Източноевропейски лесостепи (България, Молдова, Румъния, Русия, Украйна)
- Източноанадолски листопадни гори (Турция)
- Кавказки смесени гори (Азербайджан, Армения, Грузия, Иран, Русия, Турция)
- Кантабрийски смесени гори (Испания, Португалия)
- Каспийски хирканийски смесени гори (Азербайджан, Иран)
- Келтски широколистни гори (Великобритания, Ирландия)
- Кримски субсредиземноморски горски комплекс (Русия, Украйна)
- Листопадни гори на Манджурската равнина (Китай)
- Листопадни гори и степи на Таримската котловина (Китай)
- Мадейренски вечнозелени гори (Португалия)
- Манджурски смесени гори (Китай, Русия, Северна Корея, Южна Корея)
- Нихонкайски вечнозелени гори (Япония)
- Нихонкайски планински листопадни гори (Япония)
- Падански смесени гори (Италия)
- Панонски смесени гори (Австрия, Босна и Херцеговина, Румъния, Словакия, Словения, Сърбия, Украйна, Унгария, Хърватия, Чехия)
- Пиренейски иглолистни и смесени гори (Андора, Испания, Франция)
- Родопски планински смесени гори (България, Гърция, Северна Македония, Сърбия)
- Сарматски смесени гори (Беларус, Дания, Естония, Латвия, Литва, Норвегия, Русия, Финландия, Швеция)
- Северноатлантически влажни смесени гори (Великобритания, Ирландия)
- Смесени гори на Севернокитайската равнина (Китай)
- Смесени гори на Централнокитайското льосово плато (Китай)
- Средноанадолски листопадни гори (Турция)
- Среднокорейски листопадни гори (Северна Корея, Южна Корея)
- Тайхейски вечнозелени гори (Япония)
- Тайхейски планински листопадни гори (Япония)
- Усурийски широколистни и смесени гори (Русия)
- Хокайдски листопадни гори (Япония)
- Централноевропейски смесени гори (Австрия, Беларус, Германия, Литва, Молдова, Полша, Украйна, Чехия)
- Цинлински листопадни гори (Китай)
- Чанбайшански смесени гори (Китай, Северна Корея)
- Чандзянски вечнозелени гори (Китай)
- Южнокорейски вечнозелени гори (Южна Корея)
- Южносахалинско-Курилски смесени гори (Русия)